# 마리아 파울러
마리아 파울러(Maria Fowler, 1986년 8월 15일 ~ )는 잉글랜드의 방송 유명인, 글래머 모델이다.